# LAV Còrdova-Màlaga
La LAV Còrdova-Màlaga (LAV Córdoba-Málaga) és una línia d'alta velocitat propietat d'Adif que uneix les ciutats de Còrdova i Màlaga, amb dues parades intermèdies a Puente Genil i Antequera. Disposa de connexió amb la LAV Madrid-Sevilla, a través de la qual arriba a Còrdova i permet els serveis Màlaga-Sevilla, Màlaga-Madrid i Màlaga-Barcelona. Forma part del projecte Nou Accés Ferroviari a Andalusia. Té una velocitat màxima de disseny de 350 km/h, encara que actualment els trens AVE no superen els 300 km/h amb un temps de viatge mínim de 49 minuts entre ambdues ciutats.

## Història
La línia d'alta velocitat Còrdova-Màlaga, que pot ser considerada part del Nou Accés Ferroviari a Andalusia, s'integra al PEIT (Pla Estratègic d'Infraestructures del Ministeri de Foment, 2005-2020) amb una inversió estimada de 2.100 milions d'euros. Adif va ser encarregada de la construcció i explotació.
La línia discorre per 19 termes municipals de les províncies andaluses de Còrdova, Sevilla i Màlaga. Origina al km 357.997 de la LAV Madrid-Sevilla, a l'altura d'Almodóvar del Río (Còrdova), on comencen els desviaments de la Bifurcació Màlaga AV. Des d'aquest punt la longitud de la línia és de 155 km, la qual cosa suposa una longitud total des de l'estació de Còrdova fins a l'estació de María Zambrano de Màlaga de 169 km, enfront dels 199 km de la línia convencional. La velocitat màxima permesa és de 350 km/h.
La línia es pot subdividir en dos trams:
1. Almodóvar del Río-Antequera, amb una longitud aproximada de 100 km. Les obres d'aquest tram van començar el juny de 2001 i està en servei des del 16 de desembre de 2006 amb les noves estacions de Pont Genil-Herrera i Antequera-Santa Ana.
2. Antequera-Màlaga, al voltant de 55 km de longitud. Les obres van començar el març de 2002 i està en servei des del 23 de desembre de 2007, podent els serveis AVE directe sense parades des de Madrid a Màlaga, completar el recorregut en tan sols 2h i 30 minuts.

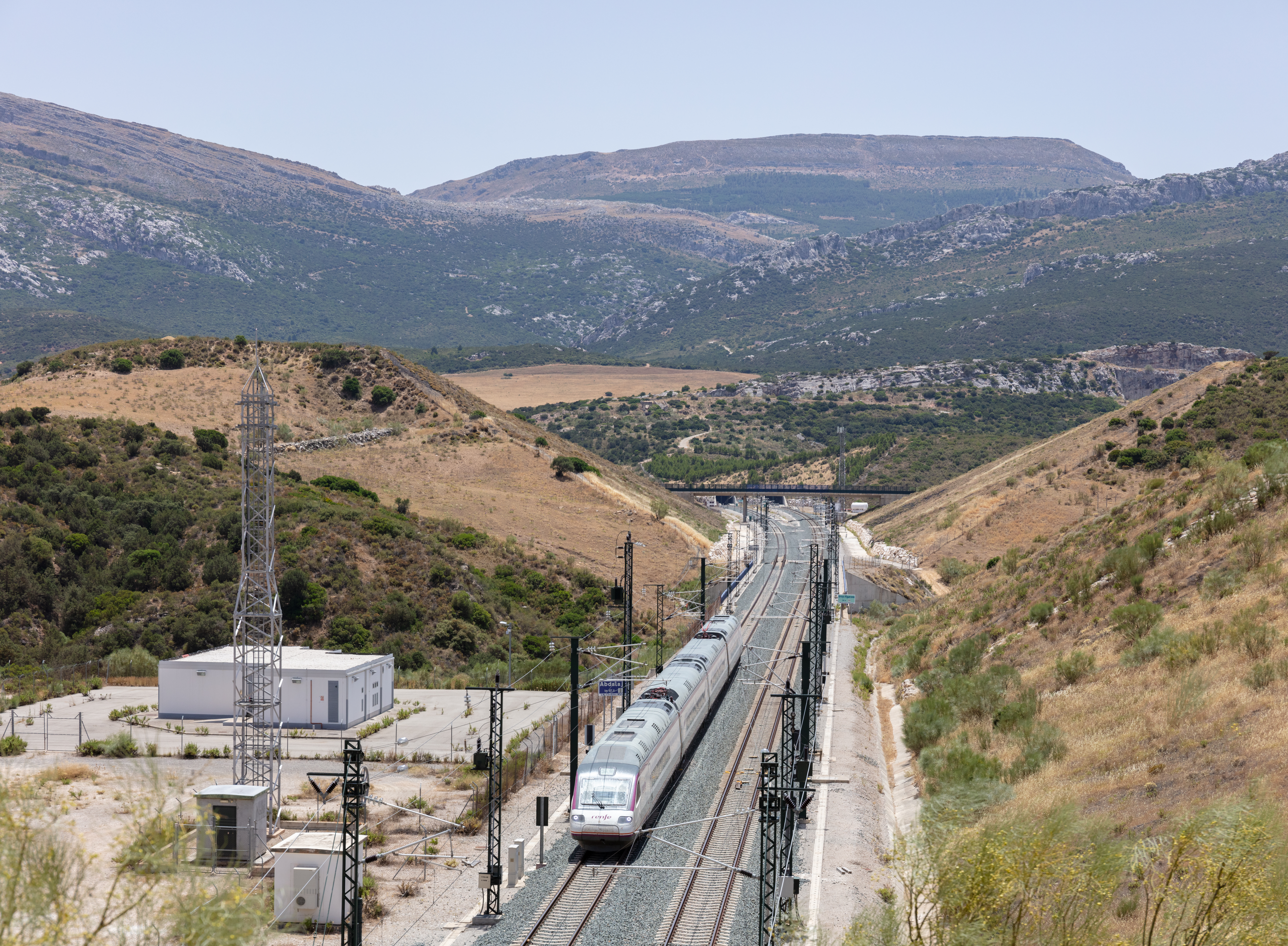
Tram de la línia al terme municipal d'Antequera proper als túnels d'Abdalajís

Pel que fa a la integració del ferrocarril a Màlaga, les obres van començar el 25 de febrer de 2006, i van tenir un pressupost de 144.695.299,44€. Aquest tram té una longitud total de 3 km. Les obres van acabar el 2010 i s'hi va incloure la remodelació de l'estació de Málaga Centro-Alameda. Queda pendent la urbanització del terreny abans ocupat per les vies i el soterrament del ferrocarril al port. La línia d'alta velocitat (dues vies d'amplada internacional) i la línia convencional (dues vies d'amplada ibèrica) circulen per Màlaga a través d'un túnel de 1932 m de longitud i per a aquesta integració es va reformar el baixador de San Andrés construint-se l'estació subterrània de Victòria Kent de la línia C-1 de Rodalies de Màlaga. L'estació de Màlaga compta així amb 8 vies, 5 d'amplada internacional i 3 d'amplada ibèrica.
Entre les celebracions per la inauguració d'aquesta línia, van tenir lloc dos esdeveniments esportius de caràcter internacional a les ciutats malaguenyes on va arribar l'alta velocitat. Després de la posada en funcionament del tram Còrdova-Antequera, es va disputar en aquesta última ciutat un partit amistós d'handbol entre Espanya i Noruega. I per commemorar l'arribada de l'alta velocitat a Màlaga, es va celebrar a l'estadi La Rosaleda una trobada de futbol, Espanya-França, guanyat per Espanya per 1-0.

## Serveis
| Tren                                                                                               | <<                      | >>                    | Parades intermèdies | Material  | Observacions                                   |
| -------------------------------------------------------------------------------------------------- | ----------------------- | --------------------- | --- | --------- | ---------------------------------------------- |
| AVE                                                                                                | Madrid Puerta de Atocha | Málaga María Zambrano | Ciudad Real · Puertollano · Córdoba · Puente Genil Herrera · Antequera Santa Ana                                                                   | S102/S103 | 2 h 50 min                                     |
| AVE                                                                                                | Madrid Puerta de Atocha | Málaga María Zambrano | Córdoba | S102/S103 | 2 h 40 min                                     |
| AVE                                                                                                | Madrid Puerta de Atocha | Málaga María Zambrano | sense parades | S102/S103 | 2 h 30 min                                     |
| AVE                                                                                                | Barcelona Sants         | Málaga María Zambrano | Camp de Tarragona · Zaragoza-Delicias · Madrid Puerta de Atocha · Ciudad Real · Puertollano · Córdoba · Puente Genil Herrera · Antequera Santa Ana | S103      | 5 h 30 min per LAV Madrid-Barcelona i NAFA     |
| Avant                                                                                              | Sevilla Santa Justa     | Málaga María Zambrano | Córdoba · Puente Genil Herrera · Antequera Santa Ana                                                                                               | S104      | 1 h 55 min                                     |
| Trens mixtes UIC-Ibèric Accedeixen a la línia a través del canviador d'ample d'Antequera Santa Ana |                         |                       | |           |                                                |
| Altaria                                                                                            | Madrid Puerta de Atocha | Algeciras             | Ciudad Real · Puertollano · Córdoba · Antequera Santa Ana · Ronda                                                                                  | Talgo VII | 5 h 25 min canvi d'ample a Antequera Santa Ana |
| Altaria                                                                                            | Madrid Puerta de Atocha | Granada               | Ciudad Real · Puertollano · Córdoba · Antequera Santa Ana · Antequera · Loja                                                                       | Talgo VII | 4 h 35 min canvi d'ample a Antequera Santa Ana |